# Gładyszów (gmina)

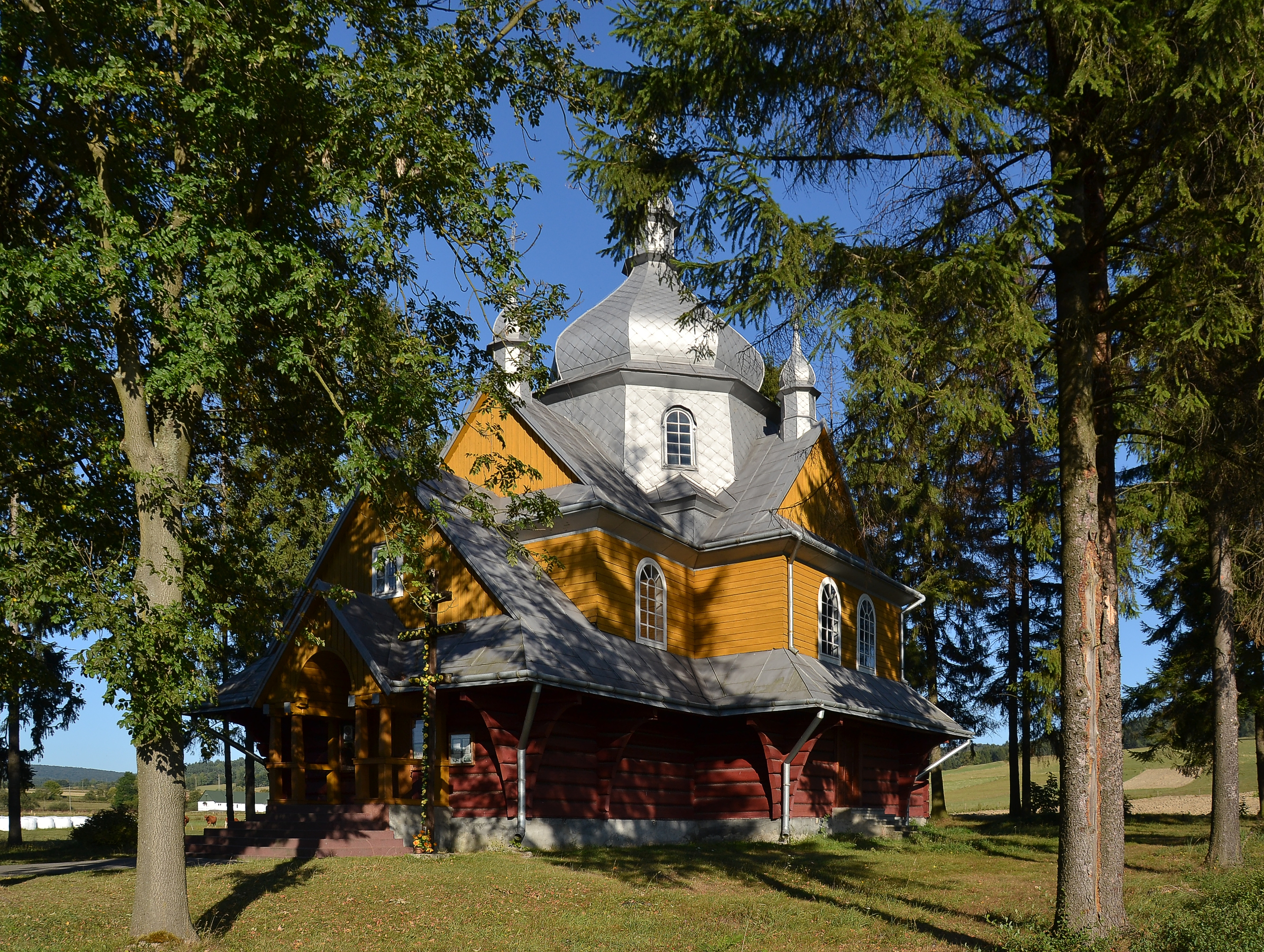
Kościół rzymskokatolicki (dawna cerkiew greckokatolicka) w Gładyszowie

Gładyszów – dawna gmina wiejska istniejąca w latach 1934–1954 i 1973–1976 w woj. krakowskim, rzeszowskim i nowosądeckim (dzisiejsze woj. małopolskie). Siedzibą władz gminy był Gładyszów.
Gmina zbiorowa Gładyszów została utworzona 1 sierpnia 1934 roku w powiecie gorlickim w woj. krakowskim z dotychczasowych jednostkowych gmin wiejskich: Banica, Czarne, Długie, Gładyszów, Jasionka, Konieczna, Krywa, Lipna, Ług, Nieznajowa, Radocyna, Regietów Niżny, Regietów Wyżny, Smerekowiec, Wirchne, Wołowiec i Zdynia.
Po wojnie gmina Gładyszów (wraz z całym powiatem gorlickim) weszła w skład nowo utworzonego woj. rzeszowskiego. Według stanu z dnia 1 lipca 1952 roku gmina składała się z 10 gromad: Czarne, Gładyszów, Konieczna, Krzywa, Nieznajowa, Radocyna, Regietów, Smrekowiec, Wołowiec i Zdynia. Gmina została zniesiona 29 września 1954 roku wraz z reformą wprowadzającą gromady w miejsce gmin.
Gminę Gładyszów reaktywowano 1 stycznia 1973 roku w tymże powiecie i województwie w składzie pięciu sołectw: Krzywa (obejmując wsie Czarne, Krzywa, Nieznajowa, Radocyna i Wołowiec), Gładyszów, Regietów, Smerekowiec i Zdynia (obejmując wsie Konieczna i Zdynia).
1 czerwca 1975 roku gmina znalazła się w nowo utworzonym woj. nowosądeckim.
15 stycznia 1976 roku gmina została zniesiona, a jej obszar przyłączono do gmin:
- Sękowa (obszar sołectwa Krzywa),
- Uście Gorlickie (obszary sołectw: Gładyszów, Smerekowiec, Regietów i Zdynia).